# Ismael Alomar
Ismael Alomar Vega (28 giugno 1996) è un pallavolista portoricano, centrale del Sant Pere i Sant Pau.

## Carriera

### Club
La carriera di Ismael Alomar inizia nei tornei universitari portoricani, partecipando alla Liga Atlética Interuniversitaria de Puerto Rico: dopo un biennio alla American PR, si trasferisce alla Turabo, in seguito parte della Ana G. Méndez. 
Fa il suo esordio nella pallavolo professionistica negli Stati Uniti d'America, dove prende parte allo NVA Showcase 2020 con gli Ontario Matadors. Torna quindi in patria, partecipando alla Liga de Voleibol Superior Masculino 2021 con i Caribes de San Sebastián, trasferendosi nell'annata seguente ai Gigantes de Carolina. Dopo aver disputato la NVA 2023 coi i Puerto Rico Pythons, è nuovamente di scena in LVSM coi Caribes de San Sebastián, aggiudicandosi lo scudetto.
Nella Liga de Voleibol Superior Masculino 2024 torna a difendere i colori della formazione carolinense, venendo inserito nello All-Star Team; al termine degli impegni in patria, nel gennaio 2025 viene ingaggiato dalla formazione ucraina del Rešetylivka, disputando la seconda parte dell'annata in Superliga. Nel campionato 2025-26 si trasferisce in Spagna, dove è di scena nella Superliga de Voleibol Masculina con il Sant Pere i Sant Pau.

### Nazionale
Nel 2021 debutta nella nazionale portoricana in occasione del campionato nordamericano, conquistando la medaglia d'oro. In seguito si aggiudica il bronzo alla NORCECA Final Four 2023 e poi l'oro nell'edizione seguente del torneo, seguiti dal bronzo alla Coppa panamericana 2024 e da un altro oro alla NORCECA Final Four 2025.

## Palmarès

### Club
- Campionato portoricano: 1

2023

### Nazionale (competizioni minori)
- NORCECA Final Four 2023
- NORCECA Final Four 2024
- Coppa panamericana 2024
- NORCECA Final Four 2025

### Premi individuali
- 2024 - Liga de Voleibol Superior Masculino: All-Star Team